# لين بلوم
لين بلوم (بالسويدية: Linn Blohm) مواليد 20 مايو 1992 في السويد، هي لاعبة كرة يد سويدية تلعب كمحور. مثلت منتخب السويد لكرة اليد للسيدات. شاركت في دورة الألعاب الأولمبية الصيفية سنة 2016. حققت المركز الثالث في بطولة أوروبا لكرة اليد للسيدات 2014.

## سجل المنافسة
شاركت في البطولات التالية:
- الألعاب الأولمبية الصيفية 2016
- بطولة العالم لكرة اليد للسيدات 2015
- بطولة أوروبا لكرة اليد للسيدات 2012
- بطولة أوروبا لكرة اليد للسيدات 2014
- بطولة أوروبا لكرة اليد للسيدات 2016

## الميداليات
| الميدالية | المسابقة                            |
| --------- | ----------------------------------- |
| برونزية   | بطولة أوروبا لكرة اليد للسيدات 2014 |

## روابط خارجية
- لين بلوم على موقع الاتحاد الدولي لكرة اليد (الإنجليزية)
- لين بلوم على موقع الاتحاد الأوروبي لكرة اليد (الإنجليزية)
- لين بلوم على موقع اللجنة الأولمبية الدولية (الإنجليزية)
- لين بلوم على موقع أوليمبيديا (الإنجليزية)
- لين بلوم على موقع اللجنة الأولمبية السويدية (السويدية)